# Ali Parvin

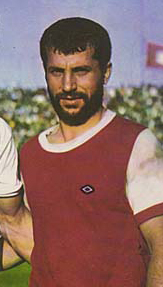
Ali Parvin, enquanto jogador da seleção

Ali Parvin (علي پروين em persa) nasceu em Teerão a 12 de outubro de 1946  e foi considerado o melhor e o mais popular futebolista iraniano da década de 1970, até à revolução que derrubou o Xá Maomé Reza Pálavi em 1979. Cresceu em Nazi Abad, um bairro da cidade de Teerão onde surgiram vários talentos, apesar das condições de vida serem pobres. Ele foi descoberto, quando jogava numa rua, perto de casa. Eventualmente, terá começado a jogar no Aref FC   e mais tarde transferiu-se para o Persepolis, quando o seu anterior clube ter sido dissolvido em 1970. Em breve, foi convidado para participar na selecção do Irão e ficou conhecido pela sua posição de centro-campista. Fez parte da selecção durante a Copa da Ásia, em 1972 e 1976 e participou nos Jogos Olímpicos de Munique (1972) e nos Jogos Olímpicos de Montreal (1976). Terminou a sua carreira internacional com 8 golos e 76 internacionalizações.
Depois da Revolução de 1979 e durante a Guerra Irão-Iraque ele ajudou a salvar o clube Persepólis. O futebol caiu um pouco em desgraça. O futebol tinha sido um agente de propaganda do regime de Maomé Reza Pálavi e não era bem visto pelos novos detentores do poder. Parvin era centro-campista e devido ao seu carisma foi capitão da Selecção Iraniana de Futebol, em vários jogos da sua seleção. Jogava na equipa do Persepolis e participou no Campeonato do Mundo de Futebol de 1978 realizado na Argentina.Deixou de ser jogador profissional em 1988. Depois tornou-se treinador, tornando-se seleccionador do seu país, mas não teve sorte no apuramento para o mundial de 1994.
Parvin politicamente está próximo de Ali Akbar Hashemi Rafsanjani.
Actualmente dedica-se à carreira de treinador (treinador do Persepolis) e gestor. Em 2007, comprou o clube Ekbatan Football Club, tendo mudado de nome Para Steel Azin.

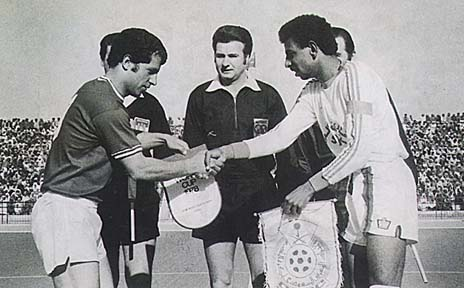
Ali Parvin capitão da Seleção Iraniana de Futebol (à esquerda) cumprimentando o capitão da Seleção Saudita de Futebol

## Golos/Gols pela seleção
Ali Parvin participou em 76 jogos pela seleção, tendo marcado oito gol(o)s
Golos marcados em jogos internacionais da seleção do Irão/Irã.
| # | Data                  | Cidade         | Adversário | Resultado |
| - | --------------------- | -------------- | ---------- | --------- |
| 1 | 1 de setembro de 1970 | Teerão, Irão   | Paquistão  | 7–0       |
| 2 | 4 de novembro de 1970 | Teerã, Irão    | Austrália  | 1–2       |
| 3 | 6 de maio de 1973     | Teerão, Irã    | Koweit     | 2–1       |
| 4 | 3 de setembro de 1974 | Teerã, Irã     | Paquistão  | 7–0       |
| 5 | 3 de setembro de 1974 | Teerão, Irão   | Paquistão  | 7–0       |
| 6 | 9 de setembro de 1974 | Teerã, Irã     | Malásia    | 1–0       |
| 7 | 13 de junho de 1976   | Teerão, Irão   | Koweit     | 1–0       |
| 8 | 28 de janeiro de 1977 | Damasco, Síria | Síria      | 2–0       |

## Vida pessoal
Parvin casou-se em 1976. Teve duas filhas e um filho, Mohammad Parvin, também futebolista que jogou no Persepolis Football Club. Ele a sua família vive na área de Lavasan próximo de Teerã.